# Inger Brattström
Inger Brattström (27 de agosto de 1920 – 17 de mayo de 2018) fue una escritora sueca ganadora de la Placa Nils Holgersson en 1967. Es autora de más de 40 libros, entre los que destacan Unn en de grotten, Das Wunschpferd, Solong und der Zaubrer, Ambika im Tempel der Gottin, Der Schleier, Mädchen von damals, Seit jener Party.
Su madre, Lisa Högelin, escribió libros para niñas y su padre, Gösta Högelin, libros sobre animales y niños. Se graduó en 1940 y estudió psicología en la Universidad de Estocolmo entre 1952 y 1953.